# Metallus pumilus
Metallus pumilus – gatunek błonkówki z rodziny pilarzowatych i podrodziny Blennocampinae.
Gatunek ten po raz pierwszy opisał w 1816 roku Johann Christoph Friedrich Klug pod nazwą Tenthredo (Allantus) pumila.

## Opis
Dorosłe osiągają 3,5–4,5 mm długości ciała, którego barwa jest błyszcząco czarna. Tylko odnóża są żółte ze smoliście przyciemnionymi nasadami tylnych ud. Czułki cechuje przeciętna długość i, zwłaszcza u samca, wyraźne pogrubienie i boczne spłaszczenie. Ósmy ich człon nawet u samicy jest tylko dwukrotnie dłuższy niż szeroki. Głowa pozbawiona jest listewek zapoliczkowych. Skrzydła są nieco przydymione, ale prawie przezroczyste.
Larwa jest brudnobrązowawobiała z jasnobrązową głową. Ciało ma spłaszczone grzbietobrzusznie, z klinowatą głową, szeroką okolicą przedtułowia i zwężonym odwłokiem o słabo rozwiniętych posuwkach. Na wierzchu tułowia znajdują się 3 płytki: duży skleryt przedtułowiowy oraz dwa małe, wąskie skleryty na przednich brzegach śródtułowia i zatułowia. Analogiczny układ płytek występuje na spodzie tułowia, a wąska płytka obecna jest również na spodzie pierwszego segmentu odwłoka. U ostatniego stadium larwalnego płytki zanikają, a długość ciała sięgać może 10 mm. Poczwarka ma 4 mm długości i kremowobiałą barwę.

## Biologia i ekologia
Larwy są oligofagicznymi foliofagami i endofagami. Żerują wewnątrz tkanki liści, tworząc nieregularne, brązowe miny na jego górnej powierzchni. Do ich roślin żywicielskich należą przedstawiciele rodzaju Rubus, w tym uprawne odmiany maliny właściwej i jeżyny krzewiastej, w przypadku których notowane są jako szkodniki o pomniejszym znaczeniu.
Gatunek ten wydaje dwa pokolenia w roku. Osobniki dorosłe pierwszego pokolenia pojawiają się na wiosnę. Samice składają jaja pojedynczo na liściach. Larwy pierwszego pokolenia spotyka się od czerwca lub lipca. Osobniki dorosłe drugiego pokolenia pojawiają się pod koniec lata, a larwy tego pokolenia żerują jesienią, nawet do października. W glebie zimują w pełni wyrośnięte larwy, które przepoczwarczają się wiosną następnego roku.
Do parazytoidów atakujących M. pumilus należą wiechońkowate: Achrysocharoides cilla, Pnigalio pectinicornis, Aprostocetus, Sympiesis sericeicornis oraz gąsienicznik Itoplectis alternans.

## Rozprzestrzenienie
Gatunek rozprzestrzeniony w całej Europie. Wykazany z Belgii, Chorwacji, Czech, Finlandii, Francji, Holandii, Irlandii, Luksemburga, Niemiec, Polski, Rosji, Rumunii, Szwecji, Węgier, Wielkiej Brytanii i Włoch.